# Горьковский (Самарская область)
Го́рьковский — посёлок в Красноярском районе Самарской области, входит в состав сельского поселения Новый Буян.

## География
Посёлок прилегает с запада к селу Новый Буян и посёлку Рига, находится на расстоянии примерно 31 км (по прямой) к северо-западу от села Красный Яр, административного центра района.

### Часовой пояс
Посёлок Горьковский, как и вся Саратовская область, находится в часовой зоне МСК+1. Смещение применяемого времени относительно UTC составляет +4:00.

## Население
| 2010 |
| ---- |
| 38   |

### Национальный состав
Согласно результатам переписи 2002 года, в национальной структуре населения русские составляли 73 % из 55 чел.